# کوسی-لو-شاتل
کوسی-ل-شاتل (به فرانسوی: Cussy-le-Châtel) یک کمون در فرانسه با جمعیت ۱۱۴ نفر است که در Canton of Arnay-le-Duc واقع شده‌است.